# Gabriel Coscas
Pour les articles homonymes, voir Coscas.
 (mai 2023).
 (mai 2023).
La mise en forme du texte ne suit pas les recommandations de Wikipédia : il faut le « wikifier ».
Les points d'amélioration suivants sont les cas les plus fréquents :
- Les titres sont pré-formatés par le logiciel. Ils ne sont ni en capitales, ni en gras.
- Le texte ne doit pas être écrit en capitales (les noms de famille non plus), ni en gras, ni en italique, ni en « petit »…
- Le gras n'est utilisé que pour surligner le titre de l'article dans l'introduction, une seule fois.
- L'italique est rarement utilisé : mots en langue étrangère, titres d'œuvres, noms de bateaux, etc.
- Les citations ne sont pas en italique mais en corps de texte normal. Elles sont entourées par des guillemets français : « et ».
- Les listes à puces sont à éviter, des paragraphes rédigés étant largement préférés. Les tableaux sont à réserver à la présentation de données structurées (résultats, etc.).
- Les appels de note de bas de page (petits chiffres en exposant, introduits par l'outil «  Source ») sont à placer entre la fin de phrase et le point final[comme ça].
- Les liens internes (vers d'autres articles de Wikipédia) sont à choisir avec parcimonie. Créez des liens vers des articles approfondissant le sujet. Les termes génériques sans rapport avec le sujet sont à éviter, ainsi que les répétitions de liens vers un même terme.
- Les liens externes sont à placer uniquement dans une section « Liens externes », à la fin de l'article. Ces liens sont à choisir avec parcimonie suivant les règles définies. Si un lien sert de source à l'article, son insertion dans le texte est à faire par les notes de bas de page.
- La présentation des références doit suivre les conventions bibliographiques. Il est recommandé d'utiliser les modèles {{Ouvrage}}, {{Chapitre}}, {{Article}}, {{Lien web}} et/ou {{Bibliographie}}. Le mode d'édition visuel peut mettre en forme automatiquement les références.
- Insérer une infobox (cadre d'informations à droite) n'est pas obligatoire pour parachever la mise en page.

Pour une aide détaillée, merci de consulter Aide:Wikification.
Si vous pensez que ces points ont été résolus, vous pouvez retirer ce bandeau et améliorer la mise en forme d'un autre article.
 (juillet 2023).
Gabriel Josué Coscas, né le 1er mars 1931 à Tunis (Tunisie) et mort le 4 mars 2023 à Paris, est un professeur émérite français d’ophtalmologie (université Paris XII, Créteil), spécialisé dans la lutte contre le trachome, les maladies rétiniennes et dans le diagnostic et le traitement de la DMLA (dégénérescence maculaire liée à l'âge).
En 1970, il fonde le service d’ophtalmologie de Créteil au Centre Hospitalier Intercommunal. Il en est le chef de service jusqu’en 1999. Il crée une école [Laquelle ?] de renommée internationale, dont tous les ophtalmologistes spécialistes de pathologies rétiniennes de France sont issus. Il est le fondateur et président de la Société européenne de recherche en ophtalmologie.

## Biographie
Gabriel Coscas naît en Tunisie coloniale en 1931 dans une famille juive modeste. Son père, Jules Coscas, travaille au souk de Tunis comme négociant, sa mère Gilda est femme au foyer.
Il étudie au  Lycée Carnot de Tunis, il obtient son baccalauréat en 1949, mention Très Bien.
Il entame en France dès 1949 des études de médecine. Il effectue son externat à l’hôpital Broussais dans le service du professeur Vallery-Radot.
Il obtient son internat en 1956 et est affecté en ophtalmologie. Il est en Algérie, de 1958 à 1961, pour  son service militaire comme médecin lieutenant.
En 1958, de retour en Tunisie pour des vacances, il rencontre le professeur en ophtalmologie Roger Nataf, spécialiste du trachome, ayant consacré sa vie à lutter contre cette maladie dans les régions pauvres tunisiennes. En 1959, il épouse sa fille, Gisèle, psychologue et écrivaine. Ils ont deux enfants: Florence Coscas, ophtalmologiste et Brigitte Coscas, cinéaste.
Il est chef de clinique à l’Hôtel Dieu entre 1963 et 1970.
Il passe le concours de l’agrégation de médecine en 1970 et devient maître de conférences agrégé, puis chef de service hospitalo-universitaire d’ophtalmologie au CHU Henri Mondor et à l’hôpital intercommunal de Créteil. Il est promu Professeur et titulaire de la Chaire d’Ophtalmologie de 1979 à 1999.
Il possède un cabinet de consultations ophtalmologiques spécialisées dans la DMLA et les maladies rétiniennes sur la place de l’Odéon (Paris 6e).

## Parcours professionnel et universitaire
Gabriel Coscas, dès son clinicat à L’Hôtel-Dieu, crée des consultations spécialisées pour les patients opérés de la cataracte.
Il modernise le service d’ophtalmologie de l’hôpital intercommunal de Créteil et contribue à en faire un pôle spécialisé dans la DMLA et les maladies de la rétine. Il consacre une part de son activité au développement d’une nouvelle discipline : la pathologie rétinienne, s’orientant sur les affections maculaires et les autres désordres rétiniens. Il fonde, avec ses élèves, une École Française de la Rétine, orientée vers les acquisitions récentes : l’angiographie oculaire à la fluorescéine et en infrarouge et le LASER. Il organise et dirige une étude mondiale, contrôlée et randomisée, sur la Photocoagulation Maculaire au LASER dans la Dégénérescence maculaire liée à l’âge (DMLA) (1977-1982).
Gabriel Coscas décrit la sémiologie des angiographies rétiniennes, que ce soit l’angiographie à la fluorescéine et l’angiographie à l’infracyanine. Il est à l’origine d'études sur l’utilisation du laser dans les pathologies rétiniennes.
Il décrit la sémiologie des OCT, et en particulier les points hyper-réflectifs, ou Pin Points, reconnus depuis comme étant des signes d’activité de la maladie rétinienne.
Il décrit la sémiologie des néovaisseaux maculaires en OCTAngiographie.

## Enseignement
- Création et organisation du Certificat Coordonné d'OPH-ORL-STO à la Faculté de Médecine de Créteil, depuis 1971.
- Directeur de l'Enseignement d'Ophtalmologie pour la Région Île-de-France (CHU de Paris) de 1983 à 1985 ; co-Directeur de 1985 à 1996.
- Enseignement post-Universitaire de l'Ophtalmologie :
  - Conférences mensuelles d'Angiographie de Créteil, créées en 1972
  - Symposiums Internationaux d'Angiographie et de Laser de Créteil, créés en 1976 (Séminaires intégrés de 3 jours, 3 fois par an depuis 1984)

- Enseignements internationaux :
  - Symposiums Internationaux de Créteil (chaque année depuis 1976 à 2017)
  - Conférences à l'Académie Américaine d'Ophtalmologie (chaque année depuis 1979 à 2017)
  - Création d'un Centre de Documentation sur le Trachome et la Pathologie Oculaire Tropicale : 1986
  - Création de l'Enseignement de l'Association Européenne des Professeurs d'Ophtalmologie (EUPO)

## Titres et distinctions
- Médaille d’or de la Société Tunisienne d’ophtalmologie, 1995[5]
- Médaille John Donald Gass à la Macula Society, 1996[6]
- Membre d’Honneur du Club Jules Gonin en 1998[7]
- Membre d’Honneur, comme membre fondateur, EVER 2003[8]
- Médaille d’or de la Société algérienne d’ophtalmologie 2005[9]

Il a reçu la médaille Patz à la Macula Society à Jerusalem en 2012, première fois pour une ophtalmologiste français.
Gabriel Coscas a été président de la Ligue française contre le trachome(depuis 1975) et de l’International Organization Against Trachoma (depuis 1977).
Il a été décoré Chevalier de la Légion d’honneur en 1985, Officier de la Légion d’honneur en 1999 et Commandeur de la Légion d’honneur en 2007.  

## Publications
(juillet 2023).
Gabriel Coscas est l’auteur ou le co-auteur de plus de 450 publications dans des revues internationales majeures, ainsi que de plusieurs livres et de nombreux chapitres dans des livres internationaux en anglais, en italien et en portugais.
- G. Coscas, P. Dhermy, J. Levaditi et R. Nataf, Histopathologie des conjonctivites folliculaires et du trachome, Amsterdam, Exerpta Medica, 1968[13].
- G. Coscas, H. Saraux et F. Rousselie, Optique médicale pratique, Paris, Doin, 1968[14].
- G. Coscas, P. Dhermy, J.A. Bernard, J.P. Aubry et M. Legras, Maculopathies œdémateuses, Paris, Lavauzelle éditeur, 1972.
- G. Coscas et R. Nataf, Les conjonctivites à virus, Paris, Masson, 1975[15].
- G. Coscas et B. Lombroso, Fotocoagulazione con argon laser, Roma, Arte della Stampa, 1977.
- G. Coscas et P. Dhermy, Occlusions veineuses rétiniennes, Paris, Masson, 1978.
- G. Coscas, D. Ducourneau, A.Gaudric, JD.Grange, JC. Hache, G. Soubrane et P. Turut, La vascularisation choroïdienne, Paris, Bull Soc Ophthalmol Fr, 1981.
- G. Coscas et L.S. Regenbogen, Oculo-auditory syndromes, New York, Masson, 1985[16].
- G. Coscas et G. Soubrane, Néovaisseaux sous-rétiniens maculaires, Paris, Doin, 1987.
- R. Brancato et G. Coscas, Ocular fluorophotometry, Amsterdam, Kugler-Ghedini, 1987.
- G. Coscas, Dégénérescence maculaire acquise liée à l'âge et néovaisseaux sous-rétiniens, Paris, Masson, 1991.
- R. Brancato, G. Coscas et B. Lumbroso, Vidéo angiographie au vert d'indocyanine, Rome, Verducci, 1993.
- W.E. Benson, G. Coscas et L.J. Katz, Ophthalmic Laser Surgery, Philadelphia, Current Medicine, 1994.
- G. Coscas (dir.), Affections acquises de l'Epithélium Pigmentaire, Marseille, Fueri-Lamy, 1995.
- F. Cardillo Piccolino et G. Coscas, Retinal Pigment Epithelium and Macular Diseases, Kluwer, Documenta Ophthalmologica Proceedings Series, 1998.
- G. Coscas et LJ Singerman, Current Techniques in Ophthalmic Laser Surgery, Philadelphia, Butterworth, 1999.
- G. Coscas, I. Meunier, G. Soubrane, Les Vascularites rétiniennes, Paris, Rapport annuel des Sociétés d’Ophtalmologie de France, 2000.
- G. Coscas, G. Soubrane, R. Brancato, B. Lumbroso et U. Menchini, Terapia della Maculopatia, Roma, INC publ., 2001.
- F. Coscas, G. Coscas et A. Zourdani, Atlas d’angiographie en indocyanine, Paris, Rapport Annuel des Sociétés d’Ophtamologie de France, 2004.
- G. Coscas, Les Points Forts en Ophtalmologie, Boulogne, Européenne d’Editions, REGIMEDIA, 2004.
- Atlas d'angiographie oculaire (avec F. Coscas, A. Zourdani) Elsevier Edit, 2005 (2004),
- G. Coscas, Coscas F, Coscas G, Souied E, Tick S, Soubrane G, Ocular Coherence Tomography in AMD Am J Ophthalmol 2007 (2009 Springler Publ.)
- Coscas G, Cunha-Vaz J, Loewenstein A, Soubrane G, Œdème maculaire, 2010, Kargler edit
- G. Coscas, Œdèmes maculaires Aspects cliniques et thérapeutiques Springer (2011),
- G. Coscas, M. Lupidi, F. Coscas, Atlas d'oct-Angiographie dans la DMLA (2014)